# 山頂區保留條例

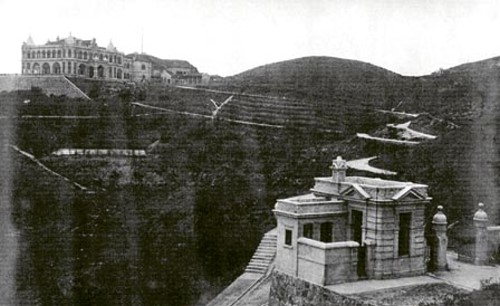
位處太平山的香港總督山頂別墅

《山頂區保留條例》（英語：Peak District Reservation Ordinance），原稱《山區保留條例》（Hill District Reservation Ordinance），是英屬香港政府制定的土地用途法例，規定太平山山頂區保留為非華人的居住地，獲總督會同行政局准許者除外。
法例頒佈時值腺鼠疫第三次瘟疫在中國爆發，同時大批華人從中國湧入香港。當代歷史學家對於英屬香港政府制定法例的源由有不同意見，主要可分為衛生隔離以及社會地位隔離，後者包括保護殖民地官員和富商，以免出現恐慌。《立法局議事錄》記錄在二讀期間，兩名華人立法局議員何啟和韋玉沒有反對，但社會中的少數「上流華人」則不滿法案。
法例於1904年至1930年期間實施，何東爵士是英屬香港首位獲殖民地政府准許在山頂區居住的非歐裔人士。類似的法例也曾經在長洲實施。

## 背景

### 衛生層面
1894年，腺鼠疫第三波瘟疫由大清蔓延至香港，廣東在兩個月內就有十萬人染疫而逝。澳門的首席醫療官員施利化博士（Gomes da Silva）記錄華人衛生情況時，發現他們通常將家居垃圾棄置在街上，垃圾再經夏季雨水沖去珠江。而香港城市大學的研究也認為，當時本地市民的衛生問題導致疫情大規模擴散。香港總督威廉·羅便臣報告英廷時提及「二十一萬居港華人的骯髒習慣使得腺鼠疫病毒更容易入侵香港和蔓延」。
1890年代尾，住在維多利亞城的歐洲人為了遠離惡劣的生活環境，逐漸遷移至地勢更高的地方，直至高無可高的太平山山頂。但華人人口持續膨脹，使得香港政府決定保留山頂區予歐洲人和非華人，而1904年的政府憲報強調新法例旨在回應歐洲人健康的疑慮。最終在1894至1929年期間，香港有24,000人染疫，當中九成人病故。瘟疫結束後的翌年，本法例正式被廢除。

### 社會地位層面
20世紀記者崔·惠瑞（Trea Wiltshire）在著作《舊時香港》中相信本法例的目的是社會隔離，提出當時人的社會地位是以居所的海拔而定。此法也讓上流階層能夠預留時間乘搭山頂纜車，例如在早上8點至10點就是讓頭等乘客搭車，即政府高層官員，讓他們可以準時返工。纜車的首位預留給總督，以顯其至高社會地位，到後期更加在山頂興建了總督別墅避暑。當時山頂區被英國人喻為「小英格蘭」，不少中上階層家庭都會有十多個華人工人。

## 相似法例
香港殖民地时期也曾實施有關土地用途的法例。
- 1888年《燈火及通行證條例》（Light and Pass Ordinance）
  - 法例特別要求華人居民在晚上外出時，必須手攜燈籠以及通行證[16][17]。
- 1918年的《山頂區（住所）條例》（Peak District (Residence) Ordinance），在1946年被廢除[2][18][19]
- 1919年的《長洲（住所）條例》（Cheung Chau (Residence) Ordinance）[2][18]，在1946年被廢除[19]
- 1888年的《歐籍區保留條例》（European District Reservation Ordinance）[20][21]
  - 法例適用於維多利亞城城內建有獨立式洋房的地帶，被視為德輔政府的租金管制政策。[18][22]。

## 豁免
法例指出「總督會同行政局認為適當的話則可豁免任何華人受此條例規限」，歐亞混血富豪何東爵士是首位獲英屬香港政府准許在山頂區居住的非歐裔人士，他的家人在山腳擁有一靜居。而中華民國第一夫人宋美齡也曾獲豁免。

## 外部連結
- 山頂區保留條例 （页面存档备份，存于）